# Los Robles, Argentina
Los Robles är en ort i Argentina.   Den ligger i provinsen La Rioja, i den norra delen av landet, 1 100 km nordväst om huvudstaden Buenos Aires. Los Robles ligger 1 043 meter över havet och antalet invånare är 3 918.
Terrängen runt Los Robles är varierad. Los Robles är det största samhället i trakten.
Omgivningarna runt Los Robles är i huvudsak ett öppet busklandskap. Runt Los Robles är det mycket glesbefolkat, med 3 invånare per kvadratkilometer.